# 香川県の県道一覧
香川県の県道一覧（かがわけんのけんどういちらん）は、香川県を通る県道の一覧である。

## 概要
2020年（令和2年）4月1日時点における香川県の県道は総延長1741.4 kmで、道路舗装率は99.9 %である。現行路線番号は1971年（昭和46年）12月に導入された。

## 主要地方道

### 他県と連絡（1 - 9・34）
- 1 徳島引田線
- 2 津田川島線
- 3 志度山川線（※1976年（昭和51年）までは志度脇線（現：国道377号・志度山川線））
- 4 丸亀三好線（※1982年（昭和57年）3月までは坂出貞光線→国道438号へ昇格、1982年（昭和57年）4月 - 1983年（昭和58年）3月は欠番）
- 5 観音寺池田線
- 6 込野観音寺線（※1994年（平成6年）3月までは引田清水線（現：国道377号・白鳥引田線））
- 7 美馬塩江線
- 8 観音寺佐野線
- 9 大野原川之江線
- 34 石井引田線※両県で番号統一を行ったため一桁の番号ではない

### 県内のみ（10 - 33・35 - 49）
- 10 高松長尾大内線
- 11 （欠番：かつての高松長尾大内線（国道11号との混乱を避けるため1982年（昭和57年）に県道10号に改番））
- 12 三木国分寺線（旧坂出長尾線）
- 13 三木綾川線（旧三木綾南線）
- 14 屋島公園線
- 15 （欠番：かつての高松空港線（旧高松空港））
- 16 高松王越坂出線
- 17 府中造田線（旧府中琴南線）
- 18 善通寺府中線
- 19 坂出港線
- 20 坂出停車場線
- 21 丸亀詫間豊浜線
- 22 善通寺綾歌線（旧善通寺香川線。1971 - 1975年は琴平豊浜線）
- 23 詫間琴平線
- 24 善通寺大野原線
- 25 善通寺多度津線
- 26 土庄福田線（旧土庄内海線→一部が国道436号）
- 27 土庄神懸線
- 28 坂手港線
- 29 寒霞渓公園線
- 30 塩江屋島西線
- 31 嶮岨山線
- 32 （欠番：国道32号との混乱を避けるため該当なし）
- 33 高松善通寺線（旧高松丸亀線←国道11号）
- 35 豊中三野線
- 36 高松牟礼線
- 37 三木津田線
- 38 三木牟礼線
- 39 国分寺中通線（旧国分寺琴南線）
- 40 白鳥引田線
- 41 大内白鳥インター線
- 42 小蓑前田東線
- 43 中徳三谷高松線
- 44 円座香南線
- 45 高松空港線
- 46 長尾丸亀線
- 47 岡田善通寺線
- 48 善通寺詫間線
- 49 観音寺善通寺線

## 一般県道

### 他県と連絡（101 - 111）
- 101 （欠番：かつての大野原川之江線、県道9号に昇格）
- 102 引田滝宮線
- 103 （欠番：かつての上板引田線（現県道34号））
- 104 （欠番：かつての菅谷阿波山川停車場線（現県道3号の一部））
- 105 多和脇線
- 106 穴吹塩江線
- 107 （欠番：かつての美馬塩江線）
- 108 勝浦三野線（旧琴南三野線）
- 109 （欠番：かつての丸亀三好線）
- 110 （欠番：かつての込野観音寺線）
- 111 （欠番：かつての佐馬地観音寺線（現県道8号））

### 東讃（121 - 149）
- 121 川股馬宿線
- 122 津田引田線（旧津田白鳥引田線）
- 123 引田港線
- 124 （欠番：かつての額白鳥引田線（現国道377号・県道40号））
- 125 讃岐白鳥停車場線
- 126 讃岐白鳥停車場湊線
- 127 三本松港線
- 128 三本松停車場線
- 129 水主三本松線
- 130 中村落合線
- 131 丹生停車場線
- 132 田面入野山線（旧田面白鳥線）
- 133 富田中津田線
- 134 讃岐津田停車場線
- 135 大串志度線
- 136 志度小田津田線
- 137 大串鴨部線
- 138 （欠番：かつての井上津田線（現県道37号））
- 139 富田中鴨部線
- 140 富田西鴨庄線
- 141 石田東志度線
- 142 造田停車場線
- 143 （欠番：かつての井上平木線（現県道38号））
- 144 （欠番：かつての牟礼庵治志度線（現県道36号））
- 145 八栗原線
- 146 八栗牟礼線
- 147 太田上町志度線
- 148 多和三木線
- 149 （欠番：かつての小蓑前田東線、県道42号に昇格）

### 高松地域（150 - 179）
- 150 屋島停車場屋島公園線
- 151 （欠番：かつての前田屋島線（現県道30号））
- 152 （欠番：かつての塩江高松線（現県道30号））
- 153 大滝上西線
- 154 久保谷塩江線
- 155 牟礼中新線
- 156 西植田高松線
- 157 高松東港線
- 158 （欠番：かつての中徳三谷高松線、県道43号に昇格）
- 159 高松港線
- 160 高松港栗林公園線
- 161 高松坂出線（旧の塩上花園線は廃止）
- 162 （欠番：かつての栗林停車場線）
- 163 栗林停車場今里線
- 164 三谷香川線
- 165 東谷岩崎線
- 166 岩崎高松線
- 167 枌所西中徳線
- 168 （欠番：かつての安原下善通寺線（現国道377号・県道22号））
- 169 （欠番：かつての円座香南線）
- 170 岡本香川線
- 171 国分寺太田上町線
- 172 川東高松線
- 173 高松停車場栗林公園線
- 174 千疋高松線
- 175 衣掛郷東線
- 176 檀紙鶴市線
- 177 円座香西線
- 178 山崎御厩線
- 179 端岡停車場線

### 中讃（180 - 217）
- 180 鴨川停車場五色台線
- 181 （欠番：かつての琴南国分寺線（現県道39号））
- 182 千疋西分線（旧千疋綾上線）
- 183 綾川国分寺線（旧綾南国分寺線）
- 184 綾川府中線（旧綾南府中線）
- 185 造田滝宮線（旧造田綾南線）
- 186 大屋冨築港宇多津線
- 187 林田府中線
- 188 城山鴨川線
- 189 城山川津線
- 190 炭所東琴平線
- 191 富熊宇多津線
- 192 瀬居坂出港線
- 193 川津丸亀線
- 194 飯野宇多津線
- 195 岡田丸亀線
- 196 （欠番：かつての長尾丸亀線、県道46号に昇格）
- 197 財田まんのう線（旧財田満濃線）
- 198 （欠番：かつての岡田善通寺線、県道47号に昇格）
- 199 炭所西善通寺線
- 200 まんのう善通寺線（旧満濃善通寺線）
- 201 塩入停車場線
- 202 春日讃岐財田停車場線
- 203 丸亀港線
- 204 丸亀停車場線
- 205 多度津丸亀線
- 206 原田琴平線
- 207 琴平停車場琴平公園線
- 208 大麻琴平買田線（旧大麻琴平十郷線）
- 209 善通寺停車場線
- 210 （欠番：かつての観音寺善通寺線、県道49号に昇格）
- 211 （欠番：かつての善通寺詫間線、県道48号に昇格）
- 212 多度津善通寺線
- 213 多度津停車場線
- 214 多度津停車場道隆寺線
- 215 多度津港線
- 216 山階多度津線
- 217 西白方善通寺線

### 西讃（218 - 245）
- 218 財田上高瀬線
- 219 神田高瀬線
- 220 大見吉津仁尾線
- 221 宮尾高瀬線
- 222 下高瀬高瀬線
- 223 詫間停車場線
- 224 岡本高瀬線
- 225 羽方豊中線
- 226 財田西豊中線
- 227 汐木洲崎詫間線
- 228 （欠番；かつての汐木豊中線（現県道35号））
- 229 本山停車場線
- 230 帰来本山停車場線
- 231 詫間仁尾線
- 232 紫雲出山線
- 233 仁尾港線
- 234 大浜仁尾線
- 235 室本港線
- 236 室本流岡線
- 237 黒渕本大線
- 238 観音寺港線
- 239 観音寺港観音寺停車場線
- 240 粟井観音寺線
- 241 丸井萩原豊浜線
- 242 福田原観音寺線
- 243 豊浜停車場線
- 244 先林姫浜線
- 245 豊浜港線

### 島嶼（246 - 262）
- 246 福田港神懸線
- 247 （欠番：かつての大部港神懸線（現県道31号））
- 248 橘大角坂手港線
- 249 田浦坂手港線
- 250 三都港平木線
- 251 蒲野西村線（旧蒲野内海線）
- 252 上庄池田線
- 253 屋形崎小江渕崎線
- 254 本町小瀬土庄港線
- 255 豊島循環線
- 256 北風戸積浦線
- 257 本島循環線
- 258 広島循環線
- 259 大久保田の上線
- 260 長崎本浦線
- 261 京浜下新田線
- 262 伊吹循環線

### 新規（263 - 282）
- 263 鹿庭奥山線
- 264 田面富田西線
- 265 枌所西造田線
- 266 勅使室新線
- 267 （欠番：かつての坂出国分寺高松線（現県道33号））
- 268 神の浦吉野線
- 269 塩江香川高松自転車道線
- 270 丸亀琴平観音寺自転車道線
- 271 豊中仁尾線
- 272 高松志度線
- 273 櫃石島線
- 274 与島線
- 275 （欠番：かつての新高松空港線（現県道45号））
- 276 （欠番：かつての高松綾南線（現県道282号））
- 277 香川坂出丸亀自転車道線
- 278 綾歌綾川線（旧綾歌綾上綾南線）
- 279 三木寒川線
- 280 高松香川線
- 281 五色台線
- 282 高松琴平線